# Brödkö

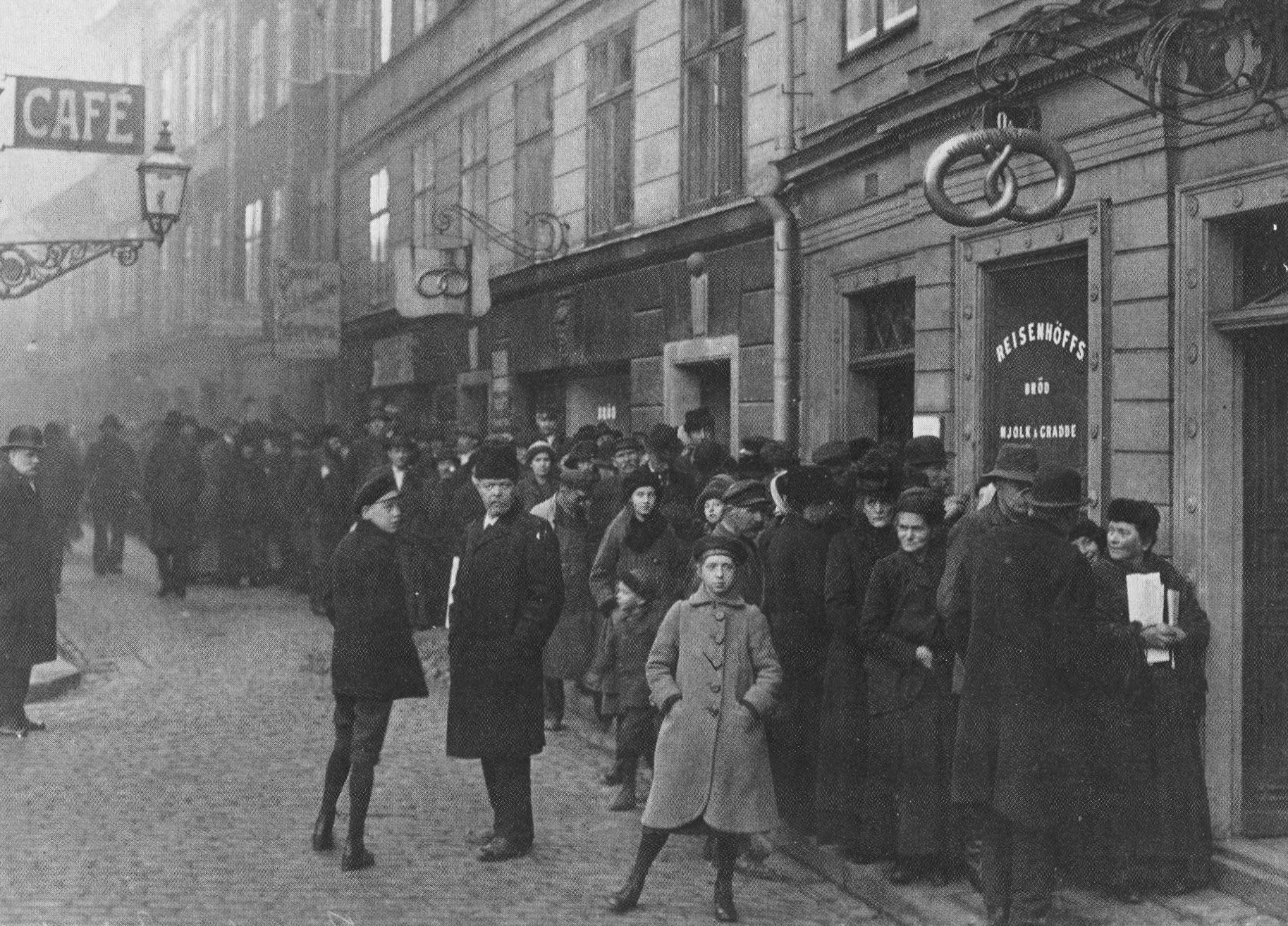
Brödkö för att köpa bröd på Stortorget i Stockholm, 1917. Ett foto av Axel Malmström.

Brödkö kallas en kö där människor köar för att få bröd till skänks. Ibland används ordet i vidare bemärkelse för en kö där människor köar för att få mat.
Ibland är det överbliven maten från matbutiker såsom överblivna grönsaker, kött och fruktkonserver.

## Brödköer i Finland
2015 uppskattades att 20 000 finländare per vecka ställer sig i kö för att få mat.